# Plaça de Fra Bernadí (Manlleu)
La plaça de Fra Bernadí de Manlleu (Osona) és un conjunt inclòs en l'Inventari del Patrimoni Arquitectònic de Catalunya. També formen part de l'inventari, de manera individual, els habitatges dels números 1, 5, 10, 14, 23, 31, 32-33. Es tracta de la darrera de les places porticades vuitcentistes construïdes a Catalunya. La superfície és de 95 x 75 m; per tant 7.120 m².

## Descripció

### Número 1
Casa de quatre pisos i planta baixa. Està construïda seguint l'estructura de tres cossos, un de central en forma de torre i coberta a quatre vessants, i dos de planta rectangular a banda i banda, seguint la tipologia de la casa de la Caixa d'Estalvis de Manlleu, situada al seu davant. En comú tenen la torre, i els esgrafiats de la façana. L'edifici, construït als anys 80 del segle xx, queda inserit a l'entorn arquitectònic de la plaça seguint els tipus de l'arquitectura manlleuenca de principis de segle.

### Número 10
Casa construïda sobre les voltes de la plaça, pel que consta d'un sol pis on s'hi obre una gran balconada que recorre tota la façana, amb una barana de ferro forjat. S'hi obren quatre finestres amb les llindes decorades amb un entaulament de frontó punxegut amb representacions vegetals al timpà, pintat amb estuc de colors. Tota la façana està decorada per incisions a l'arrebossat imitant carreuons de pedra ben tallats. A la part superior de la façana hi ha una franja o sanefa que abasta tota l'amplada de la façana, amb motius vegetals esculpits de guix i pintats de colors vius. Segueix la tipologia de les cases de Manlleu que foren transformades a principis de segle, degut a la prosperitat de la Revolució industrial.

### Número 14
Edifici de planta baixa i dos pisos, formats per un sol balcó a cada pis. Els balcons estan decorats per dues columnetes adossades de fust estriat i capitell de fulles, als brancals, i franges horitzontals amb motius vegetals a manera de sanefa treballats amb un estuc de dos colors. La teulada acaba amb una cornisa contínua de pedra amb modillons decorats que la recolzen. Una peculiaritat de la casa és que la seva amplada és la mateixa que la llum d'un dels arcs que formen els porxos de la plaça (4m. aprox.), essent una de les cases més estretes de Manlleu. Forma part del grup d'edificis de la part antiga de la ciutat (Baix Vila), que es transformen durant la primera meitat del segle xx, construïdes, generalment, per la burgesia adinerada que controlava el sector industrial.

### Número 23
Habitatge amb façana a la plaça de Fra Bernardí que consta de planta baixa i dues plantes pis. La planta baixa manté l'estructura dels arcs de la plaça i en les plantes pis s'hi distribueixen diverses obertures, que en la planta primera queden agrupades per un balcó continu, mentre que en la segona són independents. Les baranes són de ferro decorades amb motius geomètrics. Les obertures tenen llindes i brancals de pedra i a sobre de cada una hi ha un esgrafiat. Cada tram de façana queda remarcada per un marc de pedra.

### Número 32-33
Edifici de tres pisos, amb un cos en el xamfrà en forma de torre. En el pis principal i el primer es combinen els balcons (dobles o senzills) amb baranes de ferro forjat i finestres allargades. Al tercer pis es combinen uns trams de galeria- oberta amb finestres quadrades -separades per columnes, i finestres quadrades. Està format per una estructura de tres cossos; un de central (a la cantonada) en forma de torre, coberta per una teulada a quatre vessants i dos més allargats de planta rectangular, adossats al cos central (torre). La façana està decorada amb esgrafiats ressaltant sobretot les llindes dels balcons i en l'espai que hi ha entre finestra i finestra, en els balcons dobles. La iconografia predominant són els motius vegetals i geomètrics.
Per potenciar l'estalvi entre el proletariat es va partir de la idea del bisbe Francesc Aguilar i Serrat per crear La Caixa d'Estalvis i Pensions de Manlleu (1896), tot i ser el bisbe Josep Morgades i Gili qui la consolidà. Aquesta casa fou comprada per la Caixa d'Estalvis de Manlleu, i actualment encara es coneix amb el nom de "casa de la Caixa", malgrat aquesta entitat no hi tingui cap oficina.

## Història
Degut al desenvolupament demogràfic produït els segles xvii i XVIII, el nucli urbà de Manlleu tingué la necessitat d'adequar-se a noves funcions. La plaça de Fra Bernardí neix de l'exigència d'obrir una via que comuniqués el carrer de sant Jaume i el del Pont, idea recuperada per un projecte fet per l'arquitecte vigatà Marià Callís i encarregat per l'Ajuntament l'any 1891.
A mitjan 1892, diversos veïns de la població van comunicar a l'Ajuntament de Manlleu la necessitat d'obrir una plaça als terrenys de Baix Vila, en plena urbanització. A final del mateix any, ja és assumida la idea de fer-la en l'espai d'unes hortes.
L'any 1893 s'inicià l'obertura de la plaça, que s'encarregà a l'arquitecte Manuel Vega. L'any 1897 s'obrí el carrer Bisbe Morgades, i l'any 1900 es construïren les primeres cases al voltant. El 19 de març de L'any 1922 es construí el brollador en substitució d'un fanal que era situat al centre de la plaça. El 1937 s'obrí el carrer Doctor Guardiet a l'angle nord-oest.
L'any 1967, la plaça sofrí diverses transformacions, la més importants de les quals en canvià la funció (ja no s'hi celebra el mercat setmanal) i serví per substituir les fonts, el paviments i l'arbrat. El 14 d'agost d'aquell any es va inaugurar la nova plaça amb un llac circular d'11 metres de diàmetre amb aigua, diversos sortidors i un sistema d'il·luminació que oferien diferents combinacions de formes i colors que l'any 1972 seria completat amb un sistema semblant, en diferents nivells, a les escales de la part nord. La plaça era oberta a la circulació de trànsit rodat que vorejava l'espai central enllosat amb peces de marbre. Era una plaça porticada de planta circular amb una font (surtidor) al centre, paviment de pedra i jardinets a cadascuna de les cantonades, vorejant l'espai central. Els bancs de pedra delimitaven la plaça en els llocs on no hi ha jardinets. Tocant al carrer de la font hi havia una escultura (feta el 1982) feta en una llosa de pedra en la que està representat en relleu el bust de Fra Bernardí, frare caputxí que fou ambaixador de la Generalitat durant el regnat de Felip V, i al record del qual estava dedicada aquesta plaça. En els extrems de la plaça tocant als carrers Sant Jordi, Mn.Guardiet i carrer Font hi havia tres escultures: la primera era una al·legoria de la cultura (1971, de Marino Amayo); la segona representava la Verge (1976, de F.Carulla Serra); i la darrera, un obrer idealitzat a la manera d'un heroi, essent una al·legoria del treball.
Al final de 2010 es va iniciar una nova reforma de la plaça amb la construcció d'un aparcament soterrat de dues plantes, i la substitució de l'enllosat per una superfície de sorra, eliminant la font central, i la restricció de l'accés de trànsit adaptant l'espai per fer-hi grans espectacles; igualment, es van reformar les escales per convertir-les en graderies. La inauguració va tenir lloc el 27 d'abril de 2012. El 4 de juny següent, hi va tronar el mercat setmanal del dilluns.